# Ang Thong
Ang Thong (taj. อ่างทอง) – miasto w Tajlandii nad rzeką Menam. Stolica prowincji Ang Thong. Liczba mieszkańców wynosi 14 400 (2005). Znajduje się 100 km od stolicy kraju, Bangkoku.